# アルミラ・ハート・リンカーン・フェリプス

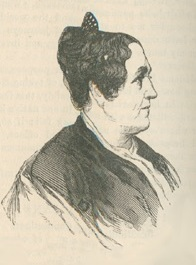
アルミラ・ハート・リンカーン・フェリプス

アルミラ・ハート・リンカーン・フェリプス（Almira Hart Lincoln Phelps、旧姓 Hart、1793年7月15日 – 1884年7月15日）は、アメリカ合衆国の教育者である。中等教育向けの植物学、化学、地質学の優れた教科書を著した 。

## 略歴
コネチカット州のバーリンの知的な家庭の末娘に生まれた。女性の教育に尽くした女性活動家の長姉のエンマ・ハート・ウィラードが自宅に開いた学校の教師や学生たちから教育を受け、数学や哲学を学んだ。16歳の時から自らも学びながら地区の学校で教え始め、1814年にバーリンの自宅に女子のための寄宿学校を開き、後にニューヨークのサンディーヒルズの学校の校長になった。
1817年にサイモン・リンカーンと結婚し、6年間、家事と育児のために教育の世界から離れるが、1823年に夫が急死し、教育の世界に戻った。姉エンマが校長を務めた、ニューヨーク、トロイのトロイ女子学校（Troy Female Seminary）で教師、副学長を務めた。この時代アメリカの近代植物学のパイオニアの1人であるエイモス・イートンの影響のもとで植物学の研究をはじめた。高校や大学の初期課程での植物学の入門用の教科書がなかったので、イートンの指導のもとで、1829年に彼女の最初の著作であり、最も有名な著作でもある、Familiar "Lectures on Botany"を出版した。
1830年姉が不在の間、トロイ女子学校の校長を務め、この間講義した女性教育の内容を2冊目の著書、Lectures to Young Ladiesとして出版した。1831年に法律家で政治家のジョン・フェルプスと再婚し、家事のため教師をやめるが、化学や博物学などの教科書の執筆は続けた。
その後、各地の女子学校の校長に招かれ、メリーランドのエリコットミルズの寄宿学校、Patapsco Female Instituteの校長を1856年まで15年間つめたのを最後に引退した。1859年にアメリカ科学振興協会の会員に選ばれた3人目の女性となった。

## 著作
- Familiar Lectures on Botany (1829)
- The Child's Geology (1832)
- Lectures to Young Ladies (1833)
- Botany for Beginners (1833)
- Familiar Lecturers on Natural Phelosophy (1837)
- Natural Philosophy for Beginners (1838)
- Familiar Lectures on Chemistry (1838)